# Nowa Zelandia na Mistrzostwach Świata w Lekkoatletyce 2013
Nowa Zelandia na Mistrzostwach Świata w Lekkoatletyce 2013 – reprezentacja Nowej Zelandii podczas czempionatu w Moskwie liczyła 9 zawodników.

## Występy reprezentantów Nowej Zelandii

### Mężczyźni

#### Konkurencje biegowe
| Konkurencja      | Zawodnik       | Runda 1  | Runda 1 | Półfinał | Półfinał | Finał        | Finał   |
| Konkurencja      | Zawodnik       | Rezultat | Pozycja | Rezultat | Pozycja  | Rezultat     | Pozycja |
| ---------------- | -------------- | -------- | ------- | -------- | -------- | ------------ | ------- |
| Bieg na 1500 m   | Nick Willis    | 3:39,83  | 23. q   | 3:43,80  | 18.      | NQ           | NQ      |
| Bieg na 5000 m   | Jake Robertson | 14:09,50 | 28.     | —        | —        | NQ           | NQ      |
| Bieg na 5000 m   | Zane Robertson | 13:27,89 | 15. q   | —        | —        | 13:46,55     | 14.     |
| Bieg na 10 000 m | Jake Robertson | —        | —       | —        | —        | DNF          | DNF     |
| Chód na 50 km    | Quentin Rew    | —        | —       | —        | —        | 3:50:27 (PB) | 17.     |

#### Konkurencje techniczne
| Konkurencja    | Zawodnik        | Eliminacje | Eliminacje | Finał     | Finał   |
| Konkurencja    | Zawodnik        | Rezultat   | Pozycja    | Rezultat  | Pozycja |
| -------------- | --------------- | ---------- | ---------- | --------- | ------- |
| Rzut oszczepem | Stuart Farquhar | 80,73      | 10. Q      | 79,24     | 10.     |
| Dziesięciobój  | Brent Newdick   | —          | —          | 7744 (SB) | 23.     |

### Kobiety

#### Konkurencje biegowe
| Konkurencja   | Zawodnik    | Runda 1  | Runda 1 | Półfinał | Półfinał | Finał        | Finał   |
| Konkurencja   | Zawodnik    | Rezultat | Pozycja | Rezultat | Pozycja  | Rezultat     | Pozycja |
| ------------- | ----------- | -------- | ------- | -------- | -------- | ------------ | ------- |
| Bieg na 800 m | Angela Smit | 2:00,60  | 16.     | NQ       | NQ       | NQ           | NQ      |
| Maraton       | Mary Davies | —        | —       | —        | —        | 2:51:24 (SB) | 37.     |

#### Konkurencje techniczne
| Konkurencja    | Zawodnik      | Eliminacje | Eliminacje | Finał    | Finał   |
| Konkurencja    | Zawodnik      | Rezultat   | Pozycja    | Rezultat | Pozycja |
| -------------- | ------------- | ---------- | ---------- | -------- | ------- |
| Pchnięcie kulą | Valerie Adams | 19,89      | 1. Q       | 20,88    | złoto   |